# Stazione di Via Sant'Antonio
La stazione di Via Sant'Antonio è una stazione della ferrovia Circumvesuviana, sita nel comune di Torre del Greco.
Si trova sulla ferrovia Napoli-Pompei-Poggiomarino.

## Storia

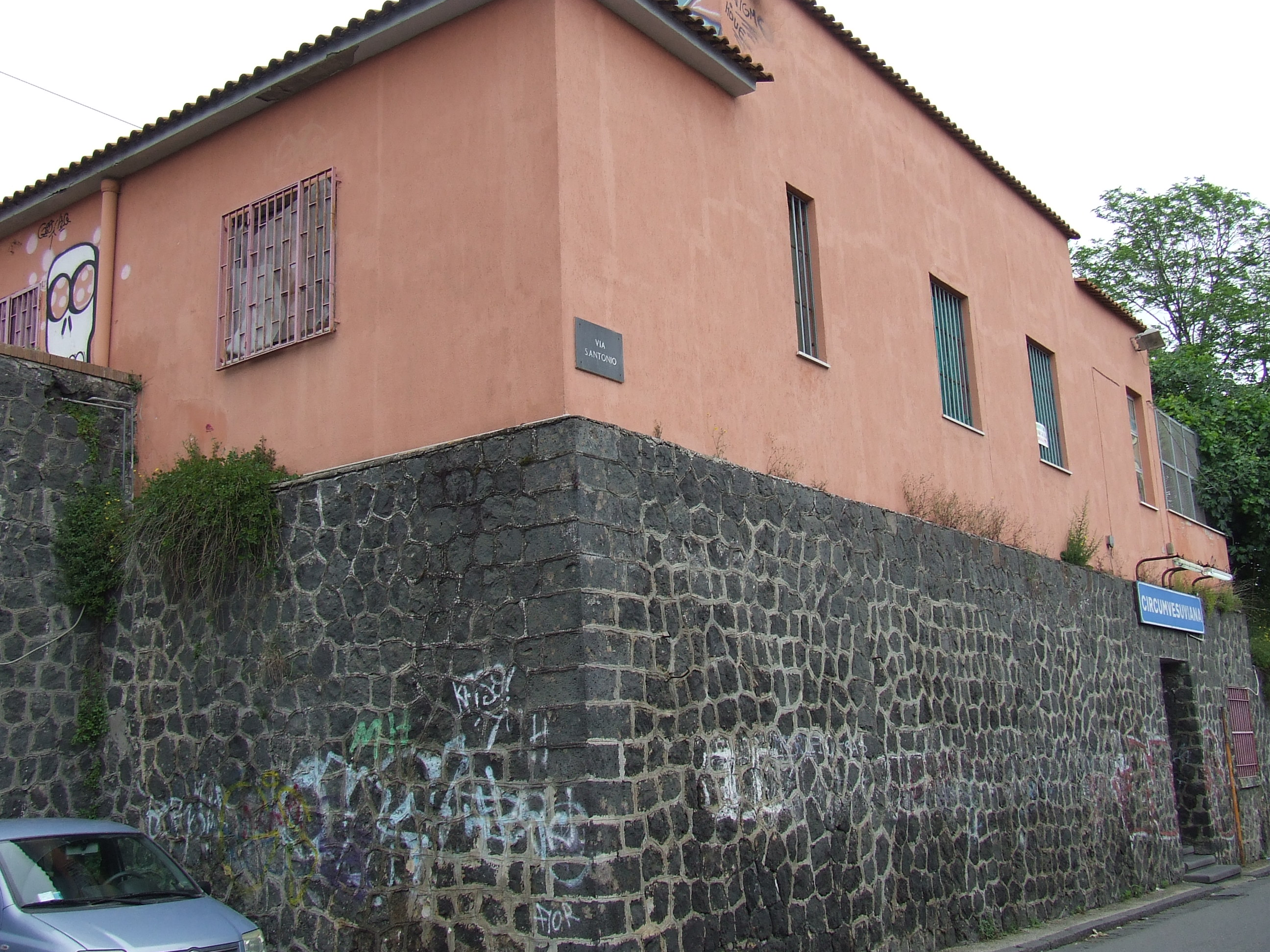
Stazione Via Sant'Antonio - vista del fabbricato viaggiatori

La stazione fu inaugurata nel 1948, in seguito al completamento dei lavori di raddoppio della linea per Napoli.

## Strutture e impianti
La fermata è dotata di un piccolo fabbricato viaggiatori, strutturato su due livelli, che ospita una sala d'attesa e una biglietteria, ormai chiusa e disabilitata.
Vi sono due binari passanti, serviti da altrettante banchine: l'accesso avviene direttamente dalla strada per entrambi i marciapiedi.

## Movimento
Vi è una buona frequenza di viaggiatori. Nella stazione fermano treni diretti a Napoli e Poggiomarino, oltre ai convogli limitati a Torre Annunziata.